# So Beautiful
So Beautiful è un singolo del cantante australiano Darren Hayes, pubblicato nel 2005 ed estratto dall'album Truly Madly Completely: The Best of Savage Garden, raccolta dei Savage Garden.

## Tracce
Australia
1. So Beautiful (original radio edit) – 4:13
2. To the Moon and Back (live medley) – 7:18
3. Truly Madly Deeply (live medley) – 6:15
4. Something in the Sky – 4:44
5. So Beautiful (Lee Groves Mix) – 4:03